# Discografia di Olivia Rodrigo
La discografia di Olivia Rodrigo, cantautrice e attrice statunitense, è costituita da due album in studio, una raccolta, una colonna sonora, un EP, oltre dieci singoli e video musicali.

## Album

### Album in studio
| Anno | Titolo e dettagli                                                                                           | Classifiche | Classifiche | Classifiche | Classifiche | Classifiche | Classifiche | Classifiche | Classifiche | Classifiche | Classifiche | Certificazioni |
| Anno | Titolo e dettagli                                                                                           | USA         | AUS         | CAN         | DNK         | IRE         | NLD         | NOR         | NZL         | SWE         | UK          | Certificazioni |
| ---- | --- | ----------- | ----------- | ----------- | ----------- | ----------- | ----------- | ----------- | ----------- | ----------- | ----------- | --- |
| 2021 | Sour - Pubblicato: 21 maggio 2021 - Etichetta: Geffen - Formati: CD, MC, LP, download digitale, streaming   | 1           | 1           | 1           | 1           | 1           | 1           | 1           | 1           | 1           | 1           | - USA: Platino (4) - AUS: Platino (3) - CAN: Platino (5) - DNK: Platino (3) - NLD: Diamante - NOR: Platino (3) - NZL: Platino (5) - UK: Platino (3) |
| 2023 | Guts - Pubblicato: 8 settembre 2023 - Etichetta: Geffen - Formati: CD, MC, LP, download digitale, streaming | 1           | 1           | 1           | 3           | 1           | 1           | 1           | 1           | 1           | 1           | - AUS: Platino - CAN: Platino - DNK: Platino - NZL: Platino - UK: Platino (2)                                                                       |

### Raccolte
| Anno | Titolo e dettagli |
| ---- | --- |
| 2021 | Best of High School Musical: The Musical: The Series - Pubblicato: 18 luglio 2021 - Etichetta: Universal - Formati: Download digitale, streaming |

### Colonne sonore
| Anno | Titolo e dettagli | Classifiche | Classifiche | Certificazioni |
| Anno | Titolo e dettagli | USA         | CAN         | Certificazioni |
| ---- | --- | ----------- | ----------- | -------------- |
| 2020 | High School Musical: The Musical: The Series: The Soundtrack (con Joshua Bassett, Matt Cornett e il cast di High School Musical: The Musical: La serie) - Pubblicato: 10 gennaio 2020 - Etichetta: Walt Disney - Formati: Download digitale, streaming           | 31          | 38          | - USA: Oro     |
| 2020 | High School Musical: The Musical: The Holiday Special: The Soundtrack (con Joshua Bassett, Matt Cornett e il cast di High School Musical: The Musical: La serie) - Pubblicato: 20 novembre 2020 - Etichetta: Walt Disney - Formati: Download digitale, streaming | —           | —           |                |
| 2021 | High School Musical: The Musical: The Series: The Soundtrack: Season 2 (con Joshua Bassett, Matt Cornett e il cast di High School Musical: The Musical: La serie) - Pubblicato: 30 luglio 2021 - Etichetta: Walt Disney - Formati: Download digitale, streaming  | 58          | 23          |                |

## Extended play
| Anno | Titolo e dettagli |
| ---- | --- |
| 2016 | Bizaardvark (Music from the TV Series) (con Madison Hu) - Pubblicato: 7 ottobre 2016 - Etichetta: Walt Disney - Formati: Download digitale, streaming |

## Singoli
| Anno                                                                                          | Titolo             | Classifiche | Classifiche | Classifiche | Classifiche | Classifiche | Classifiche | Classifiche | Classifiche | Classifiche | Classifiche | Certificazioni | Album di provenienza                                                          |
| Anno                                                                                          | Titolo             | USA         | AUS         | CAN         | DNK         | IRE         | NLD         | NOR         | NZL         | SWE         | UK          | Certificazioni | Album di provenienza                                                          |
| --------------------------------------------------------------------------------------------- | ------------------ | ----------- | ----------- | ----------- | ----------- | ----------- | ----------- | ----------- | ----------- | ----------- | ----------- | --- | ----------------------------------------------------------------------------- |
| 2019                                                                                          | All I Want         | 90          | —           | 83          | —           | 16          | —           | —           | —           | 88          | 32          | - USA: Platino - AUS: Platino - CAN: Platino - DNK: Oro - NOR: Platino - SWE: Oro - UK: Platino                                                         | High School Musical: The Musical: The Series: The Soundtrack                  |
| 2021                                                                                          | Drivers License    | 1           | 1           | 1           | 1           | 1           | 1           | 1           | 1           | 1           | 1           | - USA: Platino (6) - AUS: Platino (11) - CAN: Platino (9) - DNK: Platino (2) - NOR: Platino (3) - NZL: Platino (5) - SWE: Platino (2) - UK: Platino (3) | Sour                                                                          |
| 2021                                                                                          | Deja Vu            | 3           | 3           | 4           | 24          | 2           | 33          | 17          | 3           | 46          | 4           | - USA: Platino (4) - AUS: Platino (6) - CAN: Platino (6) - DNK: Oro - NOR: Platino - NZL: Platino (3) - SWE: Oro - UK: Platino (2)                      | Sour                                                                          |
| 2021                                                                                          | Good 4 U           | 1           | 1           | 1           | 1           | 1           | 1           | 1           | 1           | 2           | 1           | - USA: Platino (7) - AUS: Platino (9) - CAN: Platino (8) - DNK: Platino - NOR: Platino (2) - NZL: Platino (3) - SWE: Platino (2) - UK: Platino (4)      | Sour                                                                          |
| 2021                                                                                          | Traitor            | 9           | 5           | 9           | 38          | 3           | 53          | 16          | 5           | 56          | 5           | - USA: Platino (4) - AUS: Platino (2) - CAN: Platino (5) - DNK: Oro - NOR: Platino - NZL: Platino - SWE: Oro - UK: Platino (2)                          | Sour                                                                          |
| 2021                                                                                          | Brutal             | 12          | 12          | 13          | —           | —           | —           | —           | 8           | —           | —           | - USA: Platino (2) - AUS: Oro - CAN: Platino (3) - UK: Platino                                                                                          | Sour                                                                          |
| 2023                                                                                          | Vampire            | 1           | 1           | 1           | 29          | 1           | 4           | 6           | 1           | 20          | 1           | - USA: Platino - AUS: Platino (3) - CAN: Platino (3) - DNK: Oro - UK: Platino (2)                                                                       | Guts                                                                          |
| 2023                                                                                          | Bad Idea Right?    | 10          | 3           | 9           | —           | 4           | 29          | 27          | 4           | 57          | 3           | - CAN: Oro - UK: Oro | Guts                                                                          |
| 2023                                                                                          | Get Him Back!      | 11          | 6           | 11          | —           | 5           | 48          | 19          | 5           | 28          | 7           | - CAN: Platino - UK: Oro | Guts                                                                          |
| 2023                                                                                          | Can't Catch Me Now | 56          | 23          | 42          | —           | 5           | 45          | 37          | 15          | 82          | 12          | - AUS: Oro - CAN: Platino - UK: Oro | The Hunger Games: The Ballad of Songbirds & Snakes (Music from & Inspired By) |
| 2024                                                                                          | Obsessed           | 14          | 16          | 20          | —           | 12          | 73          | —           | 26          | 59          | 10          | - AUS: Platino - UK: Argento | Guts (Spilled)                                                                |
| "—" indica che l'opera non si è classificata o che non è stata pubblicata in quel territorio. |                    |             |             |             |             |             |             |             |             |             |             | |                                                                               |

### Singoli promozionali
| Anno | Titolo                                                                    | Album di provenienza                                         |
| ---- | ------------------------------------------------------------------------- | ------------------------------------------------------------ |
| 2016 | Let It Glow (con Madison Hu)                                              | /                                                            |
| 2020 | I Think I Kinda, You Know - Just for a Moment Mashup (con Joshua Bassett) | High School Musical: The Musical: The Series: The Soundtrack |
| 2021 | Even When/The Best Part (con Joshua Bassett)                              | High School Musical: The Musical: The Series (Season 2)      |
| 2021 | YAC Alma Mater                                                            | High School Musical: The Musical: The Series (Season 2)      |
| 2021 | Granted                                                                   | High School Musical: The Musical: The Series (Season 2)      |
| 2021 | The Rose Song                                                             | High School Musical: The Musical: The Series (Season 2)      |

## Altri brani entrati in classifica
| Anno                                                                                          | Titolo                        | Classifiche | Classifiche | Classifiche | Classifiche | Classifiche | Classifiche | Classifiche | Classifiche | Certificazioni                                                                                                  | Album di provenienza |
| Anno                                                                                          | Titolo                        | USA         | AUS         | CAN         | IRE         | NOR         | NZL         | SWE         | UK          | Certificazioni                                                                                                  | Album di provenienza |
| --------------------------------------------------------------------------------------------- | ----------------------------- | ----------- | ----------- | ----------- | ----------- | ----------- | ----------- | ----------- | ----------- | --- | -------------------- |
| 2021                                                                                          | 1 Step Forward, 3 Steps Back  | 19          | 18          | 17          | —           | —           | 26          | —           | —           | - USA: Platino - AUS: Platino (2) - CAN: Platino (2) - NZL: Platino - UK: Oro                                   | Sour                 |
| 2021                                                                                          | Enough for You                | 14          | 14          | 14          | —           | —           | 21          | 89          | —           | - USA: Platino - AUS: Platino - CAN: Platino (2) - NZL: Platino - UK: Oro                                       | Sour                 |
| 2021                                                                                          | Happier                       | 15          | 15          | 15          | —           | 28          | 14          | —           | —           | - USA: Platino (2) - AUS: Platino (2) - CAN: Platino (3) - NOR: Oro - NZL: Platino - UK: Platino                | Sour                 |
| 2021                                                                                          | Jealousy, Jealousy            | 24          | 22          | 21          | 32          | —           | 33          | —           | 36          | - USA: Platino (2) - AUS: Platino (2) - CAN: Platino (3) - NZL: Platino - UK: Platino                           | Sour                 |
| 2021                                                                                          | Favorite Crime                | 16          | 13          | 14          | 8           | 21          | 6           | 76          | 17          | - USA: Platino (3) - AUS: Platino (3) - CAN: Platino (3) - DNK: Oro - NOR: Oro - NZL: Platino (2) - UK: Platino | Sour                 |
| 2021                                                                                          | Hope Ur OK                    | 29          | 23          | 23          | —           | —           | —           | —           | —           | - USA: Platino - AUS: Platino - CAN: Platino - NZL: Oro - UK: Argento                                           | Sour                 |
| 2023                                                                                          | All-American Bitch            | 13          | 10          | 15          | —           | —           | 7           | —           | —           | - AUS: Platino - CAN: Oro - NZL: Oro - UK: Argento                                                              | Guts                 |
| 2023                                                                                          | Lacy                          | 23          | 25          | 24          | 51          | —           | 16          | —           | —           | - AUS: Platino - CAN: Oro - NZL: Oro - UK: Argento                                                              | Guts                 |
| 2023                                                                                          | Ballad of a Homeschooled Girl | 24          | 22          | 25          | 93          | —           | 18          | —           | —           | - AUS: Oro - CAN: Oro                                                                                           | Guts                 |
| 2023                                                                                          | Making the Bed                | 19          | 18          | 20          | —           | —           | 13          | —           | —           | - AUS: Oro - CAN: Oro - UK: Argento                                                                             | Guts                 |
| 2023                                                                                          | Logical                       | 20          | 21          | 26          | —           | —           | 21          | —           | —           | - AUS: Oro - CAN: Oro - UK: Argento                                                                             | Guts                 |
| 2023                                                                                          | Love Is Embarrassing          | 25          | 26          | 29          | 84          | —           | 23          | —           | —           | - AUS: Platino - CAN: Oro - UK: Argento                                                                         | Guts                 |
| 2023                                                                                          | The Grudge                    | 16          | 13          | 18          | 6           | —           | 10          | —           | —           | - AUS: Platino - CAN: Oro - NZL: Oro - UK: Argento                                                              | Guts                 |
| 2023                                                                                          | Pretty Isn't Pretty           | 30          | 28          | 35          | —           | —           | 28          | —           | —           | - AUS: Oro - CAN: Oro - UK: Argento                                                                             | Guts                 |
| 2023                                                                                          | Teenage Dream                 | 39          | 39          | 40          | —           | —           | 34          | —           | —           | - AUS: Oro | Guts                 |
| 2024                                                                                          | Girl I've Always Been         | 99          | —           | 91          | —           | —           | —           | —           | —           | | Guts (Spilled)       |
| 2024                                                                                          | Scared of My Guitar           | 90          | —           | 83          | —           | —           | —           | —           | —           | | Guts (Spilled)       |
| 2024                                                                                          | Stranger                      | 75          | —           | 67          | 32          | —           | —           | —           | 58          | | Guts (Spilled)       |
| 2024                                                                                          | So American                   | 58          | —           | 52          | 18          | —           | —           | —           | 24          | - AUS: Oro - UK: Argento                                                                                        | Guts (Spilled)       |
| "—" indica che l'opera non si è classificata o che non è stata pubblicata in quel territorio. |                               |             |             |             |             |             |             |             |             | |                      |

## Video musicali
| Anno | Titolo             | Regista               |
| ---- | ------------------ | --------------------- |
| 2020 | All I Want         | Stephen Wayne Mallett |
| 2021 | Drivers License    | Matthew Dillon Cohen  |
| 2021 | Deja Vu            | Allie Avital          |
| 2021 | Good 4 U           | Petra Collins         |
| 2021 | Brutal             | Petra Collins         |
| 2021 | Traitor            | Olivia Bee            |
| 2023 | Vampire            | Petra Collins         |
| 2023 | Bad Idea Right?    | Petra Collins         |
| 2023 | Get Him Back!      | Jack Begert           |
| 2023 | Can't Catch Me Now | Leonn Ward            |
| 2024 | Obsessed           | Mitch Ryan            |